# Гарессио
Гарессио (итал. Garessio) — коммуна в Италии, располагается в регионе Пьемонт, в провинции Кунео.
Население составляет 3478 человек (2008 г.), плотность населения — 27 чел./км². Занимает площадь 131 км². Почтовый индекс — 12075. Телефонный код — 0174.
Покровителями коммуны почитаются Пресвятая Богородица (Madonna del Rosario) и святой Рох.

## Демография
Динамика населения:

## Администрация коммуны
- Официальный сайт: www.garessio.net